# Steinkiste Langcombe Brook 7

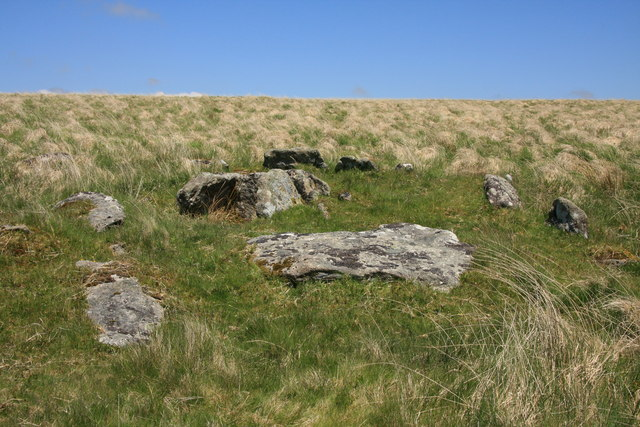
Steinkiste Langcombe Brook

Die Steinkiste Langcombe Brook 7 (auch Langcombe 7 genannt) liegt in Whiteworks, bei Ivybridge in Devon in England.
Die Steinkiste besteht aus zwei Endsteinen und dem westlichen Seitenstein in situ, während der östliche Seitenstein nach innen geneigt ist. Die beiden Endsteine sind etwa 0,7 m lang. Der östliche Seitenstein ist etwa 1,2 m und der westliche 1,0 m lang. Die Tiefe der Kiste beträgt 0,3 m. Der etwa 1,6 × 1,0 m messende Deckstein ruht auf dem östlichen Seitenstein und bedeckt die nördliche Ecke der Kiste, die sich innerhalb eines mit Rasen bedeckten Cairns von etwa 5,0 m Durchmesser und 0,4 m Höhe befindet.
Die Steinkiste Grim’s Grave liegt 1000 m entfernt und firmiert auch unter „Langcombe Brook Cairn 3“. Weitere Steinkisten „Deadman’s Bottom Cists“ und „Hentor 7“ sowie andere Monumente liegen in der Nähe.